# Pecelj
Pecelj je naselje u slovenskoj Općini Podčetrtku. Pecelj se nalazi u pokrajini Štajerskoj i statističkoj regiji Savinjskoj. 

## Stanovništvo
Prema popisu stanovništva iz 2002. godine naselje je imalo 54 stanovnika.